# The Equals
The Equals sono un gruppo musicale pop/reggae/rock londinese, attivo dalla seconda metà degli anni sessanta fino a fine anni settanta. Sono ricordati soprattutto per essere stati il primo progetto musicale di Eddy Grant, chitarrista e principale compositore del gruppo, che in seguito intraprese una carriera solista ricca di successi internazionali. Oltre a Grant, la formazione del gruppo comprendeva i gemelli Derv e Lincoln Gordon (rispettivamente cantante e chitarrista), John Hall (batterista) e Pat Lloyd (bassista).

## Storia
Il gruppo iniziò a suonare a Londra nel 1965. Il nome "The Equals" ("gli uguali") fu scelto con riferimento alla composizione multirazziale del gruppo (Lloyd e Hall erano inglesi, i gemelli Gordon giamaicani, e Grant guyanese). Nel 1966 gli Equals pubblicarono per Laurie Records il loro primo singolo Baby Come Back. Il brano ebbe successo soprattutto in Germania, nei Paesi Bassi, e nel Regno Unito, dove raggiunse la prima posizione nella hit parade. Negli anni successivi incisero numerosi altri lavori di successo, alcuni dei quali sono considerati classici del pop e sono stati riproposti in cover da diversi artisti successivi. Police on My Back, per esempio, fu riproposta dai Clash (nell'album Sandinista!), da Willie Nile (in Streets of New York) e dagli Hypertronics (in concerto); Green Light è stata ripubblicata dai Detroit Cobras (sull'album Tied & True); e nel 1994 Baby Come Back si è posizionata al primo posto delle classifiche di vendita britanniche nella cover di Pato Banton.
Nel 1971, Grant ebbe seri problemi di salute, e si ritirò dal gruppo, trasferendosi in Guyana; in seguito avrebbe intrapreso una carriera solista coronata da numerosi successi, fra cui Living on the Front Line, Electric Avenue, e Gimme Hope Jo'anna. Gli Equals proseguirono senza Grant per diversi anni, ma non riuscirono a eguagliare i loro precedenti successi. Pubblicarono il loro ultimo lavoro, Mystic Synster, nel 1978.

## Formazione
- Derv Gordon - cantante
- Lincoln Gordon - chitarra
- Eddy Grant - chitarra
- Pat Lloyd - basso
- John Hall - batteria

## Discografia

### Singoli
- I Get So Excited / The Skies Above - (1968)
- Baby Come Back / Hold Me Closer - (1968)
- Laurel and Hardy / The Guy Who Made Her a Star - (1968)
- Softly Softly / Lonely Rita - (1968)
- Michael and the Slipper Tree / Honey Gum - (1969)
- Viva Bobby Joe / I Can't Let You Go - (1969)
- Rub a Dub Dub / After the Lights Go Down Low - (1969)
- Black Skin Blue Eyed Boys / Ain't Got Nothing to Give You - (1970)

### Album
- Unequalled Equals (1967)
- Sensational (1968)
- Equals Explosion (1968)
- Equals Supreme (1968)
- Baby Come Back (1969)
- Equals Strike Back (1969)
- Equals at the Top (1970)
- Equals Rock Around the Clock (1970)
- Doin' the 45s (1975)
- Born Ya! (1976)
- Mystic Synster (1978)